# 12月のLove song
「12月のLove song」（じゅうにがつのラヴソング）は、日本の歌手・Gacktが2001年に発表した楽曲である。

## 概要
この楽曲の初出は2001年12月16日で、シングル「12月のLove song」の1曲目に収録されている。その際には、オリコン初登場5位を記録した。その後、毎年リミックスされた本楽曲と、2002年は英語版、2003年は中国語版、2004年は韓国語版をカップリングとして収録し、発売している。また、2005年には「December Love Song feat.M.C the MAX(Isoo)」として配信限定でリリースされた。
なお、中国語版はGACKTが映画「MOON CHILD」にて共演した台湾の人気俳優・歌手であるワン・リーホンが作詞協力およびコーラスを担当している。
こうしたことからも分かる通り非常に人気の高い楽曲であるが、ベストアルバム『THE SIXTH DAY 〜SINGLE COLLECTION〜』には未収録となっている。
また、この曲で紅白歌合戦に2年連続、2度目の出場を果たした。
2006年には『12月のLove songs 〜COMPLETE BOX〜』がリリースされ、一連の楽曲発表を締め括った。

## 制作
「12月のLove Song」の制作は、2001年9月11日に発生したアメリカ同時多発テロ事件と、その最中に撮影で訪れていたマダガスカル島で貧富の差を受け止めながら懸命に生きている子供達の笑顔がきっかけで行われた。世界中の子供達が笑顔でいられるように平和の願いを込めて作ったとGACKTは語っており、この曲に込めた想いをより多くの人達に伝えたいという意向でこれまで多言語のものも制作された。

## ミュージック・ビデオ
ミュージック・ビデオの撮影は、スタッフに猛反対を受けつつも本人の意思で、アメリカ同時多発テロ後の厳戒令が敷かれたニューヨークで行われた。

## 収録曲

### 12月のLove song
1. 12月のLove song (6:45)
2. 12月のLove song (Instrumental) (6:35)

### 12月のLove song / December Love
1. 12月のLove song
2. December Love
3. 12月のLove song (Instrumental)

### 12月のLove song /十二月的情歌
1. 12月のLove song
2. 十二月的情歌
3. 12月のLove song (Instrumental)

### 12月のLove song / December Love Song〈한국어〉
1. 12月のLove song
2. December Love Song 〜12월, 어느 사랑노래〜
3. 12月のLove song (Instrumental)

## 12月のLove songs 〜COMPLETE BOX〜
1. 12月のLove song (2004 Edition)
2. December Love (New Recording)
3. 十二月的情歌 (New Recording)
4. 12월, 어느 사랑노래
5. December Love Song〈한국어〉
6. 12月のLove song (with Background Chorus)
7. December Love (with Background Chorus)
8. 十二月的情歌 (with Background Chorus)
9. December Love Song (with Background Chorus)

## 収録作品・カバー
| 発売日         | タイトル                                                                            | 規格品番   |
| -------------- | ----------------------------------------------------------------------------------- | ---------- |
| 2003年03月19日 | DVD『Live Tour 2002 下弦の月 〜聖夜の調べ〜』(最終章 ～聖夜弦楽の調べ～)            | CRBP-10011 |
| 2006年08月23日 | DVD『THE GREATEST FILMOGRAPHY 1999 -2006 ～BLUE～』                                 | CRBP-10046 |
| 2008年03月12日 | 『TRUE LOVE IV～MEMORIAL "LOVE STORY" SONGS～』                                     | AVCD-23549 |
| 2011年11月09日 | 『ドラマティック・クリスマス』 (2004 Edition)                                       | MHCL-1972  |
| 2012年10月24日 | 『ベスト メリクリJミックス』                                                        | DTJR-12102 |
| 2012年11月07日 | 『パーフェクト・クリスマス』                                                        | MHCL-2170  |
| 2013年07月03日 | 『R40'S SURE THINGS!! Around 40'S SURE THINGS ラブうた2』                           | TKCA-73936 |
| 2013年10月30日 | NEW ROMAN TRIO『クリスマスJazz ～ピアノ・トリオで聴くJ-POP』                        | COCB-53984 |
| 2013年11月06日 | 『100%クリスマスJ-POPS! -BEST HITS 40 COUNT DOWN- DJ MIX EDITION』                  | JPCH-13101 |
| 2013年11月13日 | 『エンドレス・クリスマス-ベスト・オブ・ウィンター・ラブ・ソングス-』 (2004 Edition) | MHCL-2370  |
| 2014年05月21日 | DVD『GACKT×東京フィルハーモニー交響楽団 華麗なるクラシックの夕べ』                  | GLDV-00009 |
| 2014年11月12日 | 『X'mas!X'mas♪X'mas☆』                                                              | JPCH-14111 |
| 2015年05月27日 | DVD『第91期 神威♂学園 de マトメナ祭 -性なる夜にマトメテやりな祭スペシャル-』        | GLDV-00012 |

## タイアップ
- 日本テレビ「ザ・ワイド」2004年12月度エンディングテーマ
- 岩手めんこいテレビ「MUSIC JAPAN」2005年12月度オープニングテーマ
- 第34回「さっぽろホワイトイルミネーション」コラボレートソング